# Пороци Мајамија (филм)
Пороци Мајамија (енгл. Miami Vice), амерички је акциони трилер филм из 2006. године режисера Мајкл Мана, са Џејми Фоксом, Колином Фарелом, Гонг Ли и Наоми Харис у главним улогама.
Филм је режирао Мајкл Ман, а заснован је на истоименој телевизијској серији из 1984-1989. Слоган филма је „Без закона. Без правила“.
У филму глуме Колин Фарел као Џејмс „Сони“ Крокет и Џејми Фокс као Рикардо „Рико“ Табс, детективи МДПД-а који иду на тајни задатак да се боре против операција трговине дрогом.

## Радња
Док спроводе операцију хапшења Нептуновог макроа у ноћном клубу, заменици детектива у Мајами-Дејду, Џејмс „Сони“ Крокет и Рикардо „Рико“ Табс добијају позив за буђење од свог бившег доушника, Алонса Стивенса. Стивенс открива да напушта град и, верујући да је његова супруга Леонета у непосредној опасности, тражи од Рика да је провери. Крокет сазнаје да је Стивенс радио као ФБИ доушник, али да је био компромитован.
Крокет и Табс, брзо контактирају специјалног агента ФБИ Џона Фуџиму и упозоравају га на Стивенсову безбедност. Након што су пратили Стивенса транспондером и ваздушним надзором, Крокет и Табс га заустављају на аутопуту И-95. Стивенс открива да је колумбијски картел постао свестан да руски тајни агенти (сада покојни) сарађују са ФБИ и претио да ће Леонету убити експлозивом ако не призна. Рико, пошто је телефоном сазнао за Леонетину смрт, обавештава Алонза да се не мора враћати кући. Чувши ово, Стивенс сломљеног срца изврши самоубиство тако што је ступио на пут испред надолазећег камиона.
На путу до места убиства, Сони и Рико добијају позив од поручника Мартина Кастиља, који им наређује да се не мешају. Замоли их да се састану са њим у центру града, где им се представља Џон Фуџима, шеф Заједничке радне групе ФБИ/ДЕА/Царинска службе на Флориди. Крокет и Табс грде Фуџиму што је направио грешке и питају зашто полиција није била укључена. Фуџима открива да је колумбијска група која је део А.У.Ц.-а веома сложена и да је контролише Хозе Јеро, за кога се првобитно веровало да је вођа картела. Фуџима тражи помоћ Крокета и Табса, уврштавајући их у радну групу као доушнике за ФБИ, а они настављају истрагу хватањем неколико глисера који су достављали дрогу од Колумбијаца. Затим користе своје контакте са доушницима из Мајамија да би договорили састанак са картелом.
Представљајући се као шверцери, Сони и Рико нуде своје услуге Јеру, службенику за обезбеђење картела и обавештајној служби. После напетог састанка, они пролазе проверу прошлости и представљају се Арканђелу де Хесусу Монтоји, вођи нарко-ланца. Док истражују, Крокет и Табс сазнају да картел користи Аријевско братство за дистрибуцију дроге и снабдева их најсавременијим оружјем (којим су убијали Русе). У међувремену, Крокет покушава да прикупи више доказа од Монтојиног финансијског саветника и љубавника, Изабеле, али на крају има тајну аферу док је путовао с њом глисером на Кубу. Табс почиње да се плаши за безбедност тима због Крокетове афере. Ови страхови су убрзо оправдани када је Труди, обавештајну агенткињу одреда и Рикову девојку, киднаповало Аријевско братство по налогу Јера, који никада није веровао Крокету и Табсу. Аријевско братство захтева да им Крокет и Табс доставе картелски терет директно. Уз помоћ поручника Кастиља, одред лоцира Труди триангулацијом на мобилној кућици у парку приколица и спроводи операцију спасавања, али она је тешко повређена када Табс не успе да је евакуише пре него што Јеро даљински детонира бомбу. Убрзо након тога, Јеро открива издају Изабеле Монтоје и хвата је. Током обрачуна, Крокет и Табс се супротстављају Јеру, његовим људима и Аријевском братству у луци Мајами.
Током ватреног окршаја, Крокет позива појачање. Изабела види његову значку и воки-токи и схвата да је он полицајац. Табс пуца у Јера, који покушава да побегне. Након пуцњаве, Крокет води Изабелу у тајно скровиште и инсистира да ће она морати да оде без њега. Изабела му каже да је „време срећа“ надајући се наставку везе, али он одговара да им је „понестало времена“.
Крокет организује да Изабела напусти земљу и врати се кући на Кубу, избегавајући тако хапшење. У међувремену, Табс посматра Труди у болници док она почиње да излази из коме.

## Улоге
| Глумац                   | Улога                        |
| ------------------------ | ---------------------------- |
| Колин Фарел              | детектив Џејмс „Сони“ Крокет |
| Џејми Фокс               | детектив Рикардо „Рико“ Табс |
| Наоми Харис              | детектив Труди Џоплин        |
| Елизабет Родригес        | Џина Калабрезе               |
| Доменик Ломбардоци       | детектив Стен Свитек         |
| Џастин Теру              | детектив Лери Зито           |
| Бери Шабака Хенли        | Кастиљо                      |
| Гонг Ли                  | Изабела                      |
| Луис Тосар               | Монтоја                      |
| Џон Ортиз                | Хосе Јеро                    |
| Киран Хајндс             | ФБИ агент Фуџима             |
| Исак де Банколе          | Нептун                       |
| Џон Хокс                 | Алонсо Стивенс               |
| Том Таулз                | Колман                       |
| Еди Марсан               | Николас                      |
| Марио Ернесто Санчез     | Ел Тибурон/Ајкула            |
| Паша Д. Личников         | Иван                         |
| Ана Кристина де Оливејра | шанкерка                     |
| Олег Тактаров            | руско обезбеђење             |